# Nuvola61
Nuvola61 è stato un canale televisivo dedicato in origine esclusivamente al mondo dei motori e successivamente anche agli altri sport.

## Storia
Il canale inizia le trasmissioni il 14 febbraio 2000 con il nominativo Nuvolari, visibile attraverso la televisione satellitare in modalità totalmente gratuita. Essendo un canale satellitare gratuito, veniva reso disponibile anche nella numerazione di Telepiù (dal 2000) e di Sky Italia (dal 31 luglio 2003), le quali, pur essendo piattaforme a pagamento, mostrano anche i canali gratuiti di altri editori.
Nel 2010 Nuvolari rinuncia alla frequenza della TV satellitare e sbarca sul digitale terrestre all'LCN 222, presente in diversi mux locali; in seguito si trasferisce in nazionale sul mux Rete A2 da novembre 2012 e da luglio 2013 sul mux Tivuitalia.
Il 31 dicembre 2013 alle ore 23:59 Nuvolari cessa le trasmissioni anche sul DTT in seguito alla fusione con il nuovo canale Sport Tre, cedendo così la numerazione 222 del digitale terrestre a Leonardo.
Nuvolari torna nuovamente in onda il 24 febbraio 2014 come canale autonomo sul satellite e sulla piattaforma satellitare Tivùsat, dopo la chiusura dei canali Sport Uno, Sport Due e Sport Tre.
Dall'11 marzo 2014, Nuvolari torna disponibile anche sul digitale terrestre al canale 224 sul mux TIMB 2 e alla numerazione 60 dal 17 aprile.
Il 13 marzo 2015 Nuvolari, Leonardo, Marcopolo e Alice abbandonano la piattaforma Tivùsat, mentre da metà giugno 2015 Nuvolari si trasferisce sul mux Rete A2, dove resta visibile sull'LCN 60.
Dall'8 luglio 2015 Nuvolari, assieme a Canale 61 e Canale 62, viene ceduto a GM Comunicazione lasciando così il gruppo LT Multimedia che continuerà comunque a curarne la raccolta pubblicitaria.
Il 5 agosto, a seguito di un accordo, Nuvolari cede la LCN 60 a Sportitalia (che già lo occupava prima della chiusura nel 2013) e si trasferisce sul 62.
Il nuovo editore, GM Comunicazione, stringe un accordo con Sportelevision per la trasmissione della Motocross. La collaborazione dura poco e i diritti passano a Sportitalia, che la trasmette in differita.
È stato visibile gratuitamente in streaming sulla piattaforma Italia Smart fino al cambio di editore, avvenuto nel 2015.
Il 14 marzo 2016 Nuvolari lascia l'LCN 62 a Top Calcio 24 e si trasferisce sul canale 61 in sostituzione di Sport 1.
Il 15 giugno 2016 Nuvolari viene rinominato in Nuvola61.
Il 31 dicembre 2017, Nuvola61 viene sostituito da Life 120 Channel, di cui già trasmetteva la sua programmazione in alcune fasce orarie da novembre 2017, continuando però a trasmettere come brand block su Odeon 24, circuito interregionale edito dalla stessa GM Comunicazione.

## Loghi

2008 – 2010
2010 – 15 giugno 2016

## Palinsesto
La programmazione del canale era composta principalmente da eventi e trasmissioni riguardanti il mondo dei motori, prevalentemente di provenienza anglosassone e trasmesse intorno alla prima metà del decennio tra il 2001 e il 2010.
Dal 2014 sono stati trasmessi sul canale nuovi programmi e nuovi eventi sportivi, tra cui lo show di wrestling Impact! e dal 17 maggio, in diretta esclusiva, nove tra le partite di preparazione delle nazionali di Spagna, Paesi Bassi, Belgio, Russia e Portogallo per il campionato mondiale di calcio 2014, con le telecronache affidate al telecronista Simone Braconcini, al giornalista Luciano Cesaretti e ai commentatori tecnici Sergio Brio, Morgan De Sanctis, Ezio Sella, Stefano Di Chiara e Manuel Palmisano.
Tra maggio e giugno dello stesso anno sono state trasmesse le amichevoli di alcune nazionali partecipanti ai mondiali di calcio in Brasile, mentre il 25 agosto è stata la volta della finale di Supercoppa turca tra Fenerbahçe e Galatasaray. Nella stagione 2014-15 è arrivato anche il rugby con tutte le partite di Zebre e Treviso del Pro12 e una partita a settimana del Top 14 francese.
Dal 13 settembre 2016 arriva in esclusiva B-Lab LIVE (precedentemente in onda su Sportitalia) e che viene trasmesso dal lunedì alla domenica. Il martedì e il mercoledì BLab Speciale Champions League, il giovedì BLab Speciale Europa League, il sabato BLab Speciale Serie B, la domenica BLab Speciale Serie A.
Dal 12 ottobre al 18 novembre in esclusiva assoluta, ritorna il calcio femminile con la UEFA Women's Champions League grazie a una collaborazione con Professione Sport per la trasmissione delle partite di Associazione Sportiva Dilettantistica AGSM Verona Calcio Femminile e Associazione Calcio Femminile Brescia Femminile.
Nella stagione 2016-17 prosegue la collaborazione con Professione Sport per alcune gare di serie A femminile, tutte le gare della Serie B femminile, alcuni eventi di calcio femminile come la Coppa Italia e le Coppe regionali femminili Under-18.
Nel gennaio 2017 GM Comunicazione stringe un accordo (terminato a fine aprile) con Fight Network per la trasmissione dei documentari agli atleti italiani, della Impact Wrestling e delle arti marziali miste.
Il 1º giugno 2017 viene trasmessa, con la collaborazione di Professione Sport, la finale di Champions League femminile Lione-PSG.

### Programmi trasmessi

#### Gestione LT Multimedia
- Chopper Challenge
- Mondo ovale
- Man's Work

#### Gestione GM Comunicazione
- Scommetti con noi
- MTB Granfondo
- Passione Nuvolari
- YouMotor
- YouMotor News
- Sportoutdoor.tv
- Bike Show TV
- Influencer Girls
- Magazine ACI Sport
- Professione Motori
- L'altra metà del calcio
- Il Mercoledì in Rosa
- Donne e dune
- Saranno Campioni
- American Dream
- A - Z
- Supersea
- Safe Drive
- Codice Rally
- Blu sport
- Hard Treck
- Smile's Talent
- Mattinata Con Te (televendite)
- Pomeriggio Con Te (televendite)
- B-Lab Live

#### Eventi sportivi in collaborazione con Fight Network Italia
- Impact!
- MMA

## Conduttori
- Serena Garitta
- Gabriele Daniele Ronchetti
- Pier Paolo Toma
- Ennio Canale
- Luca Pastorino
- Giorgio Bungaro
- Virginio Ferrari
- Carlo Rosa
- Alberto Gusella
- Marco Piva
- Manuel Palmisano

## Ascolti

### Share 24h di Nuvola61
| Anno | Gen   | Feb   | Mar   | Apr   | Mag   | Giu   | Lug   | Ago   | Set   | Ott   | Nov   | Dic   | Media anno |
| ---- | ----- | ----- | ----- | ----- | ----- | ----- | ----- | ----- | ----- | ----- | ----- | ----- | ---------- |
| 2011 | 0,03% | 0,02% | 0,03% | 0,04% | 0,04% | 0,05% | 0,06% | 0,07% | 0,05% | 0,04% | 0,04% | 0,06% | 0,04%      |
| 2012 | 0,06% | 0,06% | 0,05% | 0,04% | 0,05% | 0,05% | 0,07% | 0,06% | 0,04% | 0,05% | 0,05% | 0,05% | 0,05%      |
| 2013 | 0,05% | 0,05% | 0,05% | 0,04% | 0,05% | 0,06% | 0,03% | 0,03% | 0,03% | 0,02% | 0,03% | 0,03% | 0,03%      |
| 2014 | NR    | NR    | NR    | NR    | 0,06% | 0,08% | 0,10% | 0,10% | 0,09% | 0,07% | 0,06% | 0,08% | -          |
| 2015 | 0,06% | 0,06% | 0,06% | 0,06% | 0,05% | 0,05% | 0,03% | 0,02% | 0,02% | 0,01% | 0,01% | 0,01% | -          |
| 2016 | NR    | NR    | NR    | NR    | 0,01% | 0,01% | 0,01% | 0,01% | 0,01% | 0,01% | 0,01% | 0,01% | -          |
| 2017 | 0,01% | 0,01% | 0,01% | 0,01% | 0,01% | 0,01% | 0,01% | 0,01% | 0,01% | 0,01% | 0,01% | NR    | 0,01%      |

*NR = Non rilevato